# Flemming Rose
Flemming Rose (født 11. marts 1958) er en dansk forfatter, journalist og nu seniorforsker ved den amerikanske tænketank Cato Institute. Han er tidligere kultur- og udlandsredaktør på Morgenavisen Jyllands-Posten. Han er især kendt som manden, der i september 2005 stod bag avisens tegninger af Muhammed og skrev den ledsagende artikel "Muhammeds ansigt". Rose har gennem de seneste år været en international anerkendt fortaler for ytringsfrihed og har bidraget flittigt til internationale medier, holdt foredrag og deltaget i debatter om ytringsfrihed over det meste af verden.

## Baggrund og karriere
Han har studeret russisk sprog og litteratur på Københavns Universitet og Odense Universitet.
Han har arbejdet for Berlingske Tidende i flg. stillinger:
- Korrespondent i Moskva (1990-96)
- Korrespondent i Washington D.C. (1996-99)

Han har arbejdet for Jyllands-Posten i flg. stillinger:
- Korrespondent i Moskva (1999-2004)
- Kulturredaktør (2004-2010) (afløste Sven Bedsted)
- Udlandsredaktør (2010-2015)

Siden 2017 har han været ansat som seniorforsker på Cato Institute, hvor han i sit arbejde især fokuserer på ytringsfrihed.
Efter Muhammedkrisen rejste Flemming Rose rundt i USA hvor han bl.a interviewede Francis Fukuyama, Bill Kristol, Richard Perle og Bernard Lewis. Interviewene blev bl.a. bragt i New York Times og Jyllands-Posten og efterfølgende trykt i Roses bog Amerikanske stemmer.
Den 27. marts 2007 modtog Flemming Rose Trykkefrihedsselskabets journalistpris, Sappho-prisen.
Den 19. marts 2015 modtog Flemming Rose Publicistklubbens Den Store Publicistpris 2015.
Den 25. maj 2016 modtog Flemming Rose The Milton Friedman Prize for Advancing Liberty.
I juni 2016 blev han af den franske regering slået til ridder for sin indsats for ytringsfriheden.
I januar 2017 modtog Flemming Rose Weekendavisens Litteraturpris for sin bog De besatte.

## Oversættelser
- Den sørgmodige detektiv (1987) af Viktor Astafjev ISBN 978-87-7456-306-8
- Børn af Arbat  (1987) af Anatolij Rybakov ISBN 87-00-72952-3
- Perestrojka, nytænkning i russisk politik (1987) af Mikhail Gorbatjov. (Medoversættere bl.a. Bent Jensen)
- 3 x tak til kammerat Stalin: min barndom og ungdom i Rusland 1936-54 (1988) af Anmartin Brojde ISBN 87-7456-320-3
- Mod strømmen af Boris Jeltsin (1990) ISBN 87-570-1409-4

## Bøger
- Katastrofen der udeblev (1998) ISBN 8700289280
- Amerikanske stemmer (2006) ISBN 87-91389-86-0
- Tavshedens Tyranni (2010) ISBN 9788776921491
- Hymne til friheden (2015) ISBN 9788740024265
- De besatte (People's Press 2016)